# مملكة أهوم
مملكة أهوم (1228 – 1826) مملكة من حقبة العصور الوسطى المتأخرة وُجدت في وادي براهمابوترا في آسام. اشتُهرت المملكة بالحفاظ على سيادتها لما يربو على 600 عام ونجاحها في مقاومة الغزو المغولي في شمال شرق الهند. تأسست المملكة على يد سوكاباها الذي كان أميرًا من شعب مونغ ماو، وبدأت المملكة عهدها باعتبارها دولة مونغ في منطقة الروافد العليا لنهر براهمابوترا معتمدةً على زراعة الأرز الرطب. توسعت المملكة بشكل مفاجئ في عهد الملك سوهونمغونغ في القرن السادس عشر واتخذت طابعًا متعدد الإثنيات، وخلّفت تأثيرًا عميقًا شمل جميع مناحي الحياة السياسية والاجتماعية في كامل وادي براهمابوترا. اعترى المملكة الضعف نتيجة لتصاعُد حدّة تمرد مواموريا، وسقطت لاحقًا على إثر حملات الغزو البورمي لآسام. بعد هزيمة البورميين في الحرب الإنجليزية-البورمية الأولى ومعاهدة يانبادو في العام 1826، انتقلت السيادة على المملكة إلى شركة الهند الشرقية.
رغم حملها اسم مملكة أهوم في الحقبة الكولونيالية وما بعدها، فقد كانت على الحقيقة مملكة متعددة الإثنيات، إذ شكّل شعب أهوم أقل من 10% من السكان في أواخر أيام المملكة. اتسمت هوية شعب أهوم في هذه المملكة بالسيولة، حيث تحكّم الملك بأحقية منح الانتماء إلى المملكة إلى مَن يشاء ونزعه عمّن يشاء. في بادئ الأمر، أطلق الأهوم على مملكتهم تسمية مونغ دون شون كام (وتعني في الإنجليزية صندوق الذهب) والتي استمرت حتى العام 1401، ولكنها تبنّت تسمية آسام بعد ذلك. بعد العام 1838 راحت المنطقة التي سيطر عليها الإنجليز وولاية آسام الهندية تُعرف بهذا الاسم لا غيره.

## نبذة تاريخية
تأسست مملكة أهوم في العام 1228 عندما قدِم ملك الأهوم سوكاباها من مونغ ماو واستقر في وادي براهمابوترا، بعد أن عبر سلسلة جبال باتكاي الوعرة. رافق سوكاباها في حملته ثلاث ملكات، وابناه، وعدة نبلاء ومسؤولين حكوميين وعائلاتهم إضافة إلى الجنود، وبلغ مجموعهم ما يقارب تسعة آلاف شخص. عبر سوكاباها جبال باتكاي ووصل نامروك (نامروب) في 2 ديسمبر 1228 واحتل المنطقة الممتدة على الضفة الجنوبية لنهر بورهيدهينغ شمالًا، ونهر ديكهاو جنوبًا، وجبال باتكاي شرقًا. تودد سوكاباها إلى السكان المحليين، من إثنيات البراهي والماران، وبنى عاصمة مملكته في تشارايديو وأسس منصبيّ المستشارَين الدانغاريا –بورهاغوهاين وبورغوهاين. في ثمانينيات القرن الثالث عشر، مُنح هذان المنصبان أقاليم مستقلة للحُكم ونشأت تبعًا لهذا علاقة الضبط والموازنة التي وفّرتها هذه المناصب لبعضها الآخر. جلب الأهوم معهم تقنية زراعة الأرز الرطب وشاركوها مع غيرهم من الشعوب في المنطقة. أصبحت الشعوب التي تبنّت نمط الحياة أهوم وحكمهم جزءًا منهم عبر عملية إدماج إثنية بالأهوم. نتيجة لهذه العملية، استُدمج شعب الباراهي بالكامل، وأصبحت بعض المجموعات الإثنية الأخرى مثل شعوب الناغا والمارن من الأهوم، وهكذا تزايد عدد الأهوم بصورة كبيرة. اتخذت عملية الإدماج الإثني بالأهوم هذه أهمية خاصة حتى القرن السادس عشر في عهد الملك سوهونغمونغ، عندما أحرزت المملكة توسّعات إقليمية شاسعة على حساب ممالك كوتيا وكاشاري.
تحقّق التوسع الإقليمي ذلك بصورة شاسعة وسريعة لم تتمكن معها عملية الإدماج الإثني بالأهوم من مسايرته، وهكذا أصبح الأهوم أقلية في مملكتهم. طرأ تبعًا لذلك تغييرات في طبيعة المملكة واتخذت طابعًا جامعًا ومتعدد الإثنيات. أصبحت التأثيرات الهندوسية أكثر وضوحًا، وهي التي ظهرت أول مرة في ظل حكم باموني كونوار في نهاية القرن الرابع عشر. دخلت اللغة الآسامية البلاط الأهومي وتعايشت لفترة وجيزة مع لغة تاي في القرن السابع عشر قبل أن تحلّ محلّها تمامًا. ترافق التمدد الإقليمي للملكة بإنشاء منصب مستشار رفيع جديد، وهو بورباتروغوهيان، وقد حظي بالمنزلة ذاتها لمنصبيّ المستشارين الآخرين ولم يكن على الضدّ منهما. ثمّ أنشئ منصبان خاصان، سادياكوا غوهاين ومارانكوا غوهاين للإشراف على المناطق التي انتُزعت من مملكتيّ كوتيا وكاتشاري على التوالي. نُظم رعايا المملكة وفقًا لنظام بايك، والذي تأسس بدايةً على العلاقات العائلية، والتي شكّلت الميليشيا. تعرضت المملكة لهجمات حكام البنغال من الأتراك والأفغان، ولكنها تمكنت من الصمود أمامها. في إحدى المرات، لاحق الأهوم في عهد تون خام بورغوهاين لاحقوا الغزاة حتى بلغوا نهر كاراتويا، واعتبر الأهوم أنفسهم الورثاء الشرعيين لمملكة كاماروبا السابقة.
اكتسبت مملكة أهوم العديد من أعرق خصائصها في عهد الملك براتاب سينغا (1603 – 1641). أُعيد تنظيم نظام بايك وفقًا لنظام كهيل الاحترافي، وأُلغي بذلك النمط القائم على العلاقات العائلية. في فترة حكم الملك ذاته، تأسس منصبا بوبهوكان وبرباروا جنبًا إلى جنب مع غيرهما من المناصب. لم تحدث أيّ محاولات لاحقة لإعادة تنظيم هيكلية الدولة حتى سقوط المملكة. تعرضت المملكة لعدة هجمات مغولية في القرن السابع عشر، وفي إحدى المرات في العام 1662، احتل المغول بإمرة مير جوملا العاصمة غارهغاون. لم يتمكن المغول من الاحتفاظ بالعاصمة، وفي نهاية معركة سارايغهات، لم يتمكن الأهوم من دحر الغزو المغولي الرئيسي فحسب، بل بسطوا سيطرتهم غربًا، وصولًا إلى نهر ماناس. بعد فترة من الاضطرابات، حكمت المملكة سلالة من الملوك، تونغكهونغيا، والتي أسسها الملك غادادهار سينغا.
تميزت فترة حكم ملوك تونغكهونغيا بالإنجازات في الفنون والإنشاءات الهندسية والصراعات الداخلية المتأججة والتي مزقت نسيج المملكة. أدخل الملك رودرا سينغا (1696 -1714) الصلوات الإسلامية إلى البلاط الملكي وهو ما تابعه خلفاؤه من بعده. اتسمت المرحلة الأخيرة من حياة المملكة بالصراعات الاجتماعية المتفاقمة، والتي أدت إلى تمرد مواموريا. تمكن المتمردون من احتلال العاصمة رانغبور وإحكام سيطرتهم عليها لبضع سنين، ولكنهم دُحروا منها في نهاية المطاف بمساعدة البريطانيين بإمرة الكابتن ويلش. أدت حملة القمع المستتبعة إلى نقصان حاد في تعداد السكان نظرًا للهجرة وعمليات الإعدام، ولكن لم تهدأ الصراعات أبدًا. أخيرًا سقطت المملكة المتهالكة أمام الهجمات البورمية المتكررة وبعد معاهدة يانبادو في العام 1826، آلت سيادة المملكة إلى البريطانيين.

## نظام أهوم الاقتصادي
تبنت مملكة أهوم نظام بايك، وهو نوع من نظام العمل القسري لا يمكن اعتباره نمطًا إنتاجيًا إقطاعيًا أو آسيويًا. طُرحت النقود الأولى في عهد الملك سوكلينمونغ في القرن السادس عشر، رغم استمرار نظام الخدمة الشخصية المنضوي تحت نظام بايك. في القرن السابع عشر عند تمدد مملكة أهوم وسيطرتها على المناطق التابعة لممالك الكوتش والمغولية السابقة، احتكت المملكة بأنظمة الإيرادات التابعة لتلك الممالك وتبنّتها بناء على ذلك.